# 稲垣昭義
稲垣 昭義（いながき あきよし、1972年6月10日 - ）は、日本の政治家。新政みえ所属の三重県議会議員（6期）。三重県議会第114代議長、三重県議会第115代副議長。

## 人物・経歴
1972年6月10日、三重県四日市市東坂部町生まれ。大池中学校・四日市高校・立教大学法学部卒業。立教大学在学中、早稲田大学の政治サークル鵬志会にて活動。
1995年4月、株式会社三重銀行入行。1998年8月、同行退社。
2003年4月、三重県議会議員選挙で、当時30歳最年少で当選。
2016年11月に行われた四日市市長選挙に民進党推薦で出馬するが、2087票差で森智広に敗れる。四日市は民進党の代表を務めたこともある岡田克也の地元であり、国政選挙区とあって、岡田が支援する旧民主－民進系の市政が20年間続いていたが、これが途絶えることとなった。
2017年9月、明治大学ガバナンス研究科に入学し、2020年3月同研究科修了。
2023年8月現在、三重県議会議員6期目で、三重県議会第115代副議長を務めた。
2024年5月、三重県議会第114代議長に就任。
三重県議会・医療保健子ども福祉病院常任委員会委員、予算決算常任委員会委員。

## 著書
- 四日市の未来へ（イマジン出版、2016年7月28日）